# Койтъерв
Ко́йтъерв (нем. Koitjärw), мы́за Ко́йтъярве, эст. Koitjärve mõis) — городская мыза, находившаяся в северной Эстонии на территории современной деревни Пиллапалу волости Ания уезда Харьюмаа.
Согласно историческому административному делению, относилась к приходу Куусалу.

## История

### XVI—XVIII века: частная мыза
В 1518 году ревельский бургомистр Гейзе Паттинер приобрел наследственные права на имение Койтъерв (своё название оно получило от названия озера Койтъярв (в буквальном переводе с эстонского — «озеро рассвета»)). В 1548 году магистр Ливонского ордена предоставил право ленного владения имением ревельскому бургомистру Томасу Фегезаку. В 1586 году дочь Фегезака, будучи вдовой члена ревельского магистрата Иоганна Вангерзона (в другом месте Паукер передаёт его имя как Иоганн фон Вангерссен), предъявила претензии на имение Каут-Йерве (Kauth-Jerue) и вступила во временное владение им с условием последующего подтверждения шведским королём (Унгерн-Штернберг, ссылаясь на тот же источник, передает название имения слитно — Kautjerve).
Изначально здесь находился единичный хутор, вероятно, настолько большой, что уже в 1592 году его называли малой мызой (нем. Gütchen).
В 1592 году братья Каспар и Альбрехт Фегезаки продали Койтъярв (Koeitiarw) мужу своей сестры Бендиксу Бекгаузену (Bendix Beckhausen). В 1594 году король Швеции Сигизмунд I подтвердил права Бенедикта Бекгузена (Benedict Beckhusen) и его наследников на Койтъерв (Keyte Jerue).
Официально на этих землях мыза была основана во второй половине XVII века. Из грамоты королевы Кристины следует, что в 1653 году мызой Койтъерв (Koitjerw) владела дочь Бекгузена Элиза Шоттен, урождённая Бекгузен, вдова члена ревельского магистрата Томаса Шоттена. В земельном списке 1671 года это имение не упомянуто.
Из делопроизводства Эстляндского верхнего земского суда:

Договор продажи, 15.04.1693: таллинский бургомистр Томас Шоттен (Thomas Schotten) продаёт наследное имение Койтъярве (нем. den Erbnamen des Gesindes Koytarfe) секретарю Георгу Корнелиусу Гризингеру (Georg Cornelius Griesinger). Цена 2 000 талеров. Мыза от редукции была освобождена.
Очевидно, этот Томас Шоттен был потомком первого Томаса Шоттена. Согласно решению ревизской комиссии от 18 октября 1695 года владельцами Койтъярве (Koitjerfwe) признавались наследники покойного секретаря Георга Корнелиуса фон Гризингера.
Томас Шоттен 2-й и его сын Иоганн Шоттен умерли во время эпидемии чумы в 1710 году. Чума сильно затронула и уже не принадлежавшую им мызу Койтъярве. К 1712 году на мызе оставалось в живых всего 3 работника, эпидемия унесла жизни 25 крестьян.
По данным переписи 1716 года на мызе насчитывались 2 работника мужского пола и 4 женского, а также 2 лошади, 2 быка и 3 коровы. Перепись сообщает и некоторые ретроспективные данные, а именно то, что при шведах было 5 работников мужского пола (под работниками в переписи понимались лица 15—60 лет). Кроме того, указывается, что секретарь Гризингер заново отстроил мызу и переселил в Койтъерве двух крестьян с семьями из деревни Валкла, которую Гризингер арендовал у генерал-майора Ферзена. Из данных переписи, судя по всему, следует, что настоящим наследным владельцем и Валклы, и Койтъерве являлся генерал-майор Ферзен, а секретарь Гризингер был лишь арендатором.
Мыза была конфискована русским правительством во время Северной войны. После заключения Ништадтского мира сын бывшего владельца, Ганс Ферзен, добился получения денежной компенсации.
4 мая 1727 года Екатерина I подарила Койтъерв своему фавориту, графу Густаву Лёвенвольде. В 1729 году граф продал мызу генерал-аншефу Герману Иоганну де Бону.
Из делопроизводства по вопросам недвижимости прихода Куусалу:

Договор покупки, 16.02.1729: В 1707 году мызой владела вдова Гризингера Анна Гердрута Гризингер (Anna Gerdruta Griesinger), урождённая Делиц (Delitz). Вдова и наследники владели до завоевания земель. Во время войны мыза была объединена с мызой Маарду. Договор покупки Маарду, Костивере и Койтъярве. Действительный камерир граф Густав Рейнгольд фон Лёвенвольде (Gustav Reinhold von Löwenwolde) продаёт генералу Герману Иоганну фон Бону (Herman Johann von Bohn). Цена 20 000 рублей.
По данным земельной ревизии 1732 года мыза Койтъерв (Койтъярве) управлялась инспектором Мюллером и включала в себя 2 крестьянских двора.

### XVIII—XX века: городская мыза
9 апреля 1733 года на открытом аукционе мызу купил город Ревель за 1000 рублей (протокол Верховного суда Эстонии).
В 1847 году Койтъерв насчитывал 5 крестьянских дворов, в которых проживали в общей сложности 32 души мужского и 34 — женского пола.
25 октября 1884 года Таллин купил ещё 6 близрасположенных хуторов: Ярвепыллу, Тоома-Юри, Вайно, Туурмани, Тамметало и Лаане (в делопроизводстве Верховного суда Эстонии: Järvepöllo, Tooma Jürri, Waino, Turmann, Tammetalo, Laane).
Мыза была предоставлена в пользование лесничеству для снабжения города дровами. В качестве таллинской городской мызы Койтъярве просуществовала до присоединения Эстонии к СССР в 1940 году. Большей частью мыза находилась в аренде. Последним лесником в этом районе с 1903 по 1943 год был брат писателя Антона Хансена Таммсааре Юри Хансен (Jüri Hansen). Хутор Лаане в начале XX века принадлежал таллинскому журналисту и издателю Якобу Плоомпуу (Jakob Ploompuu).
Лесные угодья мызы простирались от озера Мяхусте на западе до озера Паукъярв на востоке. В конце Второй мировой войны и сразу после неё леса деревни Койтъярве и бывшей мызы Койтъярве были опорной базой эстонских «лесных братьев».
Так как мыза Кейкерве была побочной мызой рыцарской мызы Маарт (Маарду), представительные строения (господский особняк и пр.) здесь возведены не были. Внешне она напоминала хуторскую постройку и в начале XX века центр мызы ничем не отличался от трёх окружавших его хуторов. Когда в 1952 году был построен военный полигон в Аэгвийду, все хутора мызы и сама мыза были разрушены. На сегодняшний день центр мызы ничем не выделяется из окружающего пейзажа.
- Вид на озеро Койтъярв (открытка, 1900-1917 гг.,
издатель Якоб Плоомпуу)
- Койтъярве, хутор Лаане (открытка, 1900-1917 гг.,
издатель Якоб Плоомпуу)
- Леса в волости Ания